# Birdy Kids

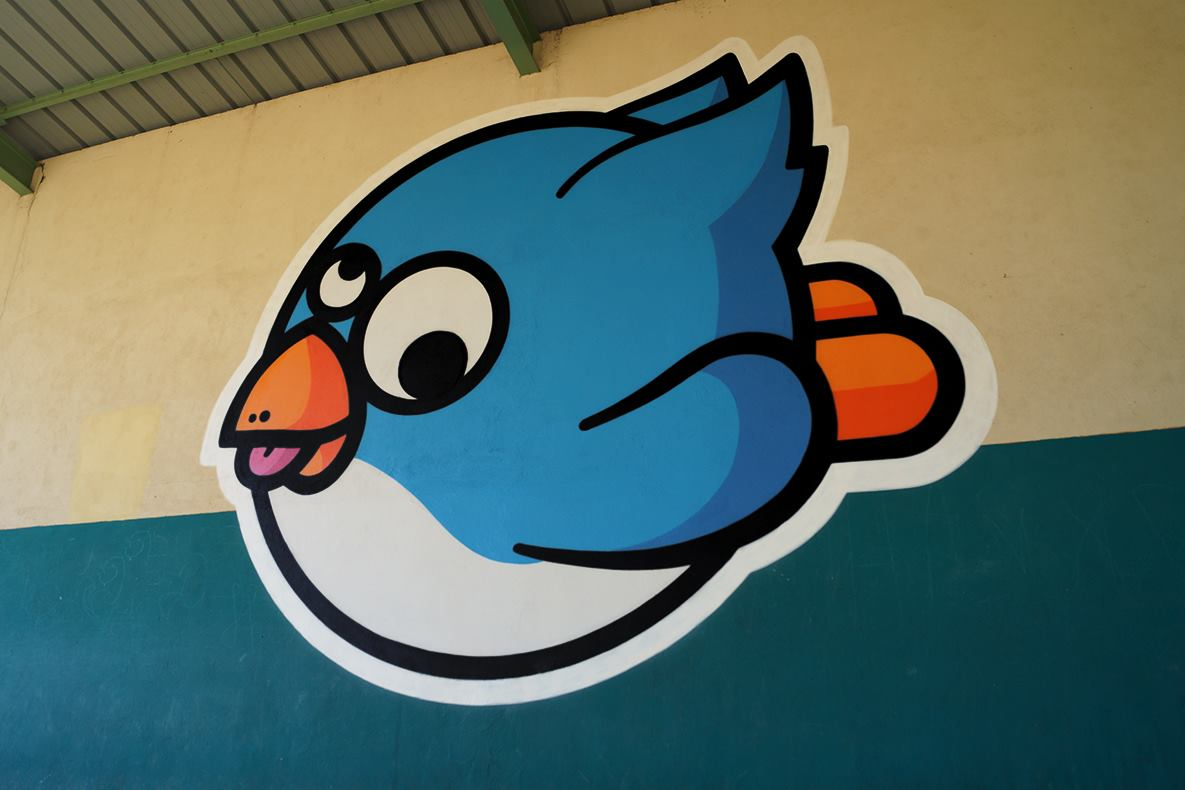
Graffiti Birdy Kids à l'école Poyat de Trévoux

Birdy Kids est le nom d'un collectif d'artistes français d'art urbain.

## Historique
C’est en 2010 que Guillaume et Gautier Mathieu créent Birdy Kids. Leur univers pop et acidulé rempli de personnages imaginaires est né à Lyon, dans l’espace public, témoin de leurs premières œuvres. Le succès de leur travail leur permet rapidement de parcourir le monde. Les deux frères répandent leur art coloré à travers l’Europe, l’Asie ou encore l’Amérique du Sud, des quartiers populaires de Mexico à ceux de Bogota. Les institutions ne tardent pas à s’intéresser à Birdy Kids, qui devient en 2012 ambassadeur culturel de la ville de Lyon et entame une tournée avec Only Lyon dans les principales capitales européennes.
Après leur retour du Japon en 2016, Birdy Kids se reconcentre sur la ville qui les a vu grandir. Dès lors, les deux frères s’évertuent à réaliser des projets afin de faire découvrir le Street Art au grand public Lyonnais
En 2017, Birdy Kids crée LeMur7, un projet réunissant des Street Artistes du monde entier au cœur de Gerland. La même année, le collectif monte Watching You, la plus grosse exposition Street Art jamais montée à Lyon, dans le musée d’art religieux de Fourvière. Les chiffres parlent d’eux-mêmes : 20 artistes internationaux, 300m2 d’espace investi, 3 mois d’ouverture pour 30000 visiteurs.
À la suite du succès et de l’engouement du public le binôme lyonnais souhaite désormais ancrer le Street Art et ses valeurs au sein d’une institution faisant office d’exception culturelle mondiale en créant une exposition permanente d’art urbain. Ils créent alors Offside Studio, nouvelle structure chargée de la création et de l’organisation d’événements Street Art. Pour ce projet, Birdy Kids propose à l’Olympique Lyonnais d’utiliser l’intégralité du stade comme support de création et d’exposition. Déjà proche des cultures urbaines depuis plusieurs années, l’OL prend conscience de l’importance du projet et met son stade à disposition d’Offside Studio pour la création d’une collection de fresques d’artistes venus du monde entier. Dès l’été 2018, Offside Studio et ses premiers artistes investissent le Groupama Stadium : Offside Gallery est née !  ,.